# Sidney Bernstein
Sidney Lewis Bernstein (30 de janeiro de 1899 - 5 de fevereiro de 1993) foi um empresário e executivo britânico. Ele foi o presidente fundador da Granada Television.